# Jaštchva
Jaštchva nebo Tavisupleba (abchazsky Иашҭхәа, gruzínsky თავისუფლება – Tavisupleba) je vesnice v Abcházii v okrese Suchumi. Těsně přiléhá k abchazskému hlavnímu městu Suchumi od severní strany. Obec sousedí na západě s Gumistou, na severozápadě s Horní Ešerou, na severu s Gumou, na východě s Baslatou a na jihu se Suchumi.
Oficiálním názvem obce je Vesnický okrsek Jaštchva (rusky Яштхвинская сельская администрация, abchazsky Иашҭхәа ақыҭа ахадара). Za časů Sovětského svazu se okrsek jmenoval Tavisuplebský selsovět (Тависуплебский сельсовет).

## Části obce
Součástí Jaštchvy jsou následující části:
- Jaštchva (Иашҭхәа)
- Abaažu Axhu (Абаажә ахәы)
- Abydza (Абыӡа) – dřívější název byl Cukurovka (Цукуровка), od 1948 do 1996 Gorana (Горана)
- Adzyncara / Čošme (Аӡынҵара / Чошме)
- Akjrdzyrta / Izvěstkovyj Zavod (Акьырӡырҭа / Известковый завод)
- Aceidždzy (Аҵеиџьӡы)
- Bgyrdvy (Бгырдәы)
- Guma Achu / Carcmal (Гәыма ахәы / Царцмал)
- Dzapšjata (Ӡаԥшьаҭа)
- Jaštchva Rchu / Horní Jaštchva (Иашҭхәа рхәы / Верхняя Яштхва)
- Sapatšcha (Сапатшьха)
- Chibbarypš (Хьиббарыԥшь)

## Historie
Po odsunu původního abchazského obyvatelstva během mahadžirstva v druhé polovině 19. století se do Jaštchvy v roce 1889 přistěhovaly arménské rodiny, původem z tureckého Trabzonu. V sovětské éře došlo k přejmenování vsi na ruské Svoboda (Свобода) a gruzínské Tavisupleba (თავისუფლება, Ҭависуҧлеба). Došlo také k velkému dosídlení obce gruzínskými osadníky, kteří zde utvořili většinu. V obci se pěstoval tabák, čaj, kukuřice, citrusy a okrasné zahradní rostliny. Dále se obyvatelé věnovali včelařství, chovu skotu a produkce hedvábí. Byly zde vybudovány dvě střední školy: arménská a gruzínská. Dále veřejná knihovna a zdravotní středisko.
Koncem války v Abcházii v roce 1993 drtivá většina gruzínské populace uprchla před intenzivními boji v Suchumi i v okolních obcích. Abydza zůstala prakticky vylidněná a zarostla lesem. V současnosti jsou v obci výrazně většinovým obyvatelstvem Arméni.

## Obyvatelstvo
Dle nejnovějšího sčítání lidu z roku 2011 je počet obyvatel této obce 2027 a jejich složení následovné:
- 1739 Arménů (85,8 %)
- 172 Abchazů (8,5 %)
- 67 Rusů (3,3 %)
- 22 Pontských Řeků (1,1 %)
- 18 Gruzínů (0,9 %)
- 9 ostatních národností (0,4 %)

Před válkou v Abcházii žilo v obci bez přičleněných vesniček 1842 obyvatel. V celém Tavisuplebském selsovětu žilo 3128 obyvatel.